# Millport (Alabama)
Millport és una població dels Estats Units a l'estat d'Alabama. Segons el cens del 2000 tenia 1.160 habitants.

## Demografia
Segons el cens del 2000, Millport tenia 1.160 habitants, 495 habitatges, i 328 famílies. La densitat de població era de 82,5 habitants/km².
Dels 495 habitatges en un 28,5% hi vivien nens de menys de 18 anys, en un 46,1% hi vivien parelles casades, en un 16,4% dones solteres, i en un 33,7% no eren unitats familiars. En el 32,5% dels habitatges hi vivien persones soles el 15,8% de les quals corresponia a persones de 65 anys o més que vivien soles. El nombre mitjà de persones vivint en cada habitatge era de 2,34 i el nombre mitjà de persones que vivien en cada família era de 2,96.
Per edats la població es repartia de la següent manera: un 24% tenia menys de 18 anys, un 8,8% entre 18 i 24, un 26,6% entre 25 i 44, un 24,1% de 45 a 60 i un 16,6% 65 anys o més.
L'edat mediana era de 38 anys. Per cada 100 dones hi havia 85,9 homes. Per cada 100 dones de 18 o més anys hi havia 84,1 homes.
La renda mediana per habitatge era de 26.458 $ i la renda mediana per família de 33.869 $. Els homes tenien una renda mediana de 30.521 $ mentre que les dones 17.396 $. La renda per capita de la població era de 12.822 $. Aproximadament el 18,2% de les famílies i el 21% de la població estaven per davall del llindar de pobresa.

## Poblacions més properes
El següent diagrama mostra les poblacions més properes.